# 静陵聖
静陵 聖（せいりょう ひじり）は日本の男性声優。主にアダルトゲームに声をあてている。

## 出演

### アダルトゲーム
2009年
- ANGEL MAGISTER（タモツ＝ナガヤス）
- 絶対★魔王 〜ボクの胸キュン学園サーガ〜（執事A）
- フォルト!!（龍喜）

2010年
- ぐらタン
- ぺたぺた
- Sugar+Spice2（工藤 信九郎）
- ボクラはピアチェーレ
- 廻り巡ればめぐるときっ!?（西浄 秀紀）

2012年
- 越えざるは紅い花（オーリ）

2014年
- レーシャル・マージ（ニクス）

2016年
- そして初恋が妹になる（南野 昌平）
- 王の耳には届かない!（アルーパ）

### アダルトアニメ
- 魔法少女はキスして変身る（2014年、ラグジュリアス）
- エタニティ 〜深夜の濡恋ちゃんねる♡〜（2020年、ディーター・アウグスト・キタヤマ[1]、久松潤斗[1]） - 完全版

### ドラマCD
- そして初恋が妹になる ドラマCD 〜せーしゅんライフ in 美柿野寮〜（2016年、南野 昌平）